# Relaciones España-Siria
Las relaciones España-Siria son las relaciones diplomáticas y bilaterales entre estos dos países. Siria tiene una embajada en Madrid. España tiene una embajada en Damasco.

## Relaciones diplomáticas
Desde el inicio de las protestas en Siria, las hasta entonces excelentes relaciones hispano-sirias han sufrido un notable deterioro como consecuencia de la brutal represión ejercida por el régimen ante las protestas ciudadanas que tienen lugar desde finales de marzo de 2011. La posición española con respecto a Siria se enmarca en la reacción de la UE ante estos acontecimientos, que incluyen la imposición de diversos tipos de sanciones al régimen y a sus dirigentes.7
El 7 de febrero de 2012, España llamó a consultas a su Embajador en Damasco, que a la fecha de redacción de este texto aún no ha regresado. El 6 de marzo, el ministro de Asuntos Exteriores y de Cooperación español anunció la suspensión de las actividades de la Embajada de España en Damasco.
El 30 de mayo de 2012, España declaró personas no gratas al Embajador sirio en Madrid y a varios otros diplomáticos sirios. Siria por su parte, declaró personas no gratas el 6 de junio de 2012 al Embajador de España en Damasco (que ya se encontraba en Madrid) y al diplomático de mayor rango, de los dos que permanecían en Damasco.
Actualmente, un único diplomático español permanece acreditado como Encargado de Negocios ad interim ante el gobierno sirio aunque se vio obligado, en el año 2013, a abandonar Damasco y trasladarse de manera temporal a Beirut debido a la situación de inseguridad en el interior de Siria. No obstante, cuando la situación de seguridad lo permite, efectúa breves desplazamientos al país con objeto de atender las necesidades de los ciudadanos españoles que han decidido no abandonar el país (a pesar de los numerosos avisos emitidos por la Embajada desde hace más de dos años) y comprobar la situación de los edificios y propiedades del Estado en la capital siria.

## Relaciones económicas
Las relaciones económicas entre España y Siria han sido discretas. Este panorama general tiene sus excepciones en el interés mostrado por algunas empresas del sector energético español por participar en concursos internacionales para grandes proyectos de infraestructura.
El principal obstáculo a la presencia de empresas españolas en Siria es, tradicionalmente, la impenetrable red burocrática. Pese a ello, a finales del año 2010 tanto Gamesa (construcción parque eólico), SOCOIN supervisión de la construcción de una planta de ciclo combinado, así como MAKIBER (ampliación hospital Al-Assad) ganaron sendas licitaciones. No obstante, algunos de estos proyectos como el GAMESA y el de SOCOIN han debido ser abandonados por la falta de seguridad existente en el país desde mediados de 2011.

## Cooperación
Hasta mayo de 2011 los programas de AECID se coordinaban con los que desarrolla la Comisión Europea y con el XI Plan Quinquenal -2011/2015- adoptado por las autoridades sirias.
Asimismo, se coordinan las acciones con la OMS y el PNUD, aunque, hasta la paralización de actividades, la cooperación española estaba centrando sus esfuerzos en reforzar los mecanismos bilaterales en detrimento de la ayuda multilateral.
En el mes de mayo de 2011, y debido a la respuesta del régimen sirio a las revueltas que se iniciaron en marzo de ese año, se congelaron los programas bilaterales de cooperación en línea con la decisión que tomó la UE en ese mismo sentido.
Desde entonces sólo han seguido en ejecución los programas desarrollados con la sociedad civil y organismos multilaterales. La paralización de actividades afecta tanto a los programas de apoyo al plan nacional de enfermería como al apoyo al proceso de descentralización en la región Noreste.
Durante 2011 han seguido su curso los 3 convenios que subscribieron AECID y tres ONGs españolas (Fundación para la Promoción Social de la Cultura, Rescate y Acción Contra el Hambre) en materia de educación, discapacitados, género y agricultura, si bien en algunos casos las actividades se han desarrollado con mayor lentitud de la prevista debido a la situación en el país. La II Fase del proyecto de mejora en la gestión de deshechos hospitalarios que coordina la ONG AIDA no ha podido ejecutarse desde el mes de abril de 2011.
Las únicas subvenciones desembolsadas en el año 2011 corresponden a propuestas provenientes Fundación para la Promoción Social de la Cultura (FPSC) y
Rescate para trabajar con refugiados iraquíes y palestinos desplazados en Siria. Cabe destacar igualmente que las ONGDs españolas con presencia en el país en el año 2011 (FPSC, Rescate, Acción Contra el Hambre y AIDA) han retirado del país a su personal cooperante expatriado. El total de la ayuda a través de ONGs ha ascendido a unos 300.000 Euros.
En febrero de 2012 la Oficina de Acción Humanitaria de AECID realizó una aportación de 300.000 euros al Comité Internacional de la Cruz Roja para apoyar las acciones destinadas a asistir a la población siria afectada por los sucesos ocurridos en el país.
Durante el año 2013, España comprometió una importante cantidad de ayuda destinada a paliar la situación de los refugiados en los diferentes países limítrofes a través de los organismos de NNUU y del Comité Internacional de la Cruz Roja. Este mismo compromiso se mantiene para el 2014 en el que se aportarán 5,5 millones € para este mismo fin en los primeros seis meses del año.